# Virgínia Della Rovere
Virgínia Della Rovere (em italiano: Virginia Feltria della Rovere; (Urbino, 1544 – Nápoles, 1571), era filha de Guidobaldo II Della Rovere, Duque de Urbino, e da sua primeira mulher Júlia de Varano, filha herdeira de João Maria de Varano, Duque de Camerino.

## Biografia
Em 1561 foi dada em casamento a Frederico Borromeo, duque de Camerino, príncipe de Oria e conde de Arona, de quem não teve descendência.
Por ocasião do seu casamento, em 1559, o compositor italiano Costanzo Porta dedicou-lhe um livro de madrigal a cinco vozes, editado por Antonio Gardano, em Veneza. Virgínia Della Rovere terá sido seguramente uma cantora se é que também não foi música, como era hábito na época.
Ficando viúva, em 19 de agosto de 1562, contraiu um segundo casamento em 1564 com o príncipe Fernando Orsini, duque de Gravina.
Ao falecer em 1572, Fernando voltou a casar com Constança, filha de Fabrício II príncipe de Venosa, Conde de Conza e Senhor de Gesualdo.